# 朱利奥·鲁斯科尼
朱利奥·鲁斯科尼（義大利語：Giulio Rusconi，1885年—？），意大利前男子击剑运动员。他曾代表意大利参加1920年夏季奥林匹克运动会击剑比赛男子个人佩剑项目。